# Kinima Den Plirono

Logo der Bewegung Den Plirono

Kinima Den Plirono (griechisch Κίνημα Δεν πληρώνω, deutsch: Bewegung „Ich bezahle nicht“) ist eine Bürgerinitiative, die in Griechenland als Reaktion auf die wirtschaftliche Entwicklung in der griechischen Wirtschafts- und Finanzkrise entstanden ist. Die Bewegung fordert freie Benutzung öffentlicher Einrichtungen und ruft dazu auf, deren Bezahlung zu verweigern. Sie kandidierte erfolglos bei den Parlamentswahlen im Mai 2012 und im Juni 2012.

Logo gegen Autobahnmaut

## Entstehung
Die Bewegung „Den Plirono“ entstand 2008 als Reaktion auf die Mautpflicht für die veraltete und gefährliche Autobahn 8 Korinth - Patras. An den 1000 Kilometer Autobahnen in Griechenland, die von sieben konzessionierten Privatfirmen betrieben werden, wird an 67 Mautstationen ein Benutzungsentgelt erhoben. Die Einnahmen beliefen sich 2011 auf ca. 550 Millionen Euro. An vielen Strecken wie zum Beispiel zwischen der Peloponnes und dem Festland kann nur noch die kostenpflichtige Straße benutzt werden, was insbesondere Pendler finanziell stark belastet. Als unangemessen wird empfunden, dass die Maut auch für veraltete nicht ausgebaute Strecken ohne Rücksicht auf deren Zustand erhoben wird, da sie der Vorfinanzierung der Ausbaumaßnahmen dient.
Die Bewegung rief dazu auf, die Zahlung der Autobahnmaut zu verweigern, da sie illegal und unfair sei. Ihre Mitglieder hoben an den Mautstationen die Schranken an und fuhren durch, ohne zu zahlen. Immer wieder wurden auch Mautstationen besetzt und die Autofahrer durchgewinkt.
Anhaltende Erhöhungen der Maut, die danach an Mautstationen im ganzen Land folgten, führten zu einer Verbreitung der Bewegung in anderen Teilen Griechenlands. Die Initiatoren betonten die Irrationalität der Mauterhebung und organisierten den Protest in ganz Griechenland.

## Weitere Aktionen

„Ich bezahle keine Fahrkarten“
„Ich bezahle keine Krankenhäuser“
Abgewandeltes Logo des Energieversorgers DEI, dem die Eintreibung der Sonderimmobiliensteuer oblag

Die Bewegung „Den Plirono“ fand bei vielen Griechen Zustimmung. Nach einer Meinungsumfrage billigte die Mehrheit ihre Aktionen. Sie begann bald, ihre Aktionen auch auf andere verwandte Bereiche auszudehnen wie etwa die Öffnung abgesperrter Strände und die Verweigerung der Bezahlung im öffentlichen Verkehr. In der Athener U-Bahn wurden die Fahrkartenautomaten mit Plastiksäcken abgedeckt, sodass die Pendler nicht zahlen konnten; Automaten für Bus und Straßenbahn wurden zugeklebt oder ganz abmontiert. Auch Ärzte haben sich der Bewegung angeschlossen und erheben von den Patienten nicht die Praxisgebühr von 5 Euro.
Es gab gegen die Nichtzahlung zunächst keine wirksame rechtliche Handhabe. Die Regierung befürchtete, die Nichtzahler brächten das Land in Verruf und den Staat um unverzichtbares Einkommen aus dem Verkehrswesen. Es wurden neue strafrechtliche Bestimmungen gegen das Schwarzfahren und die Mautverweigerung eingeführt, Kontrolleure in öffentlichen Verkehrsmitteln eingesetzt und die Polizei griff hart durch.
Die Bewegung erhielt neuen Zulauf, nachdem zwischen Juni und September 2011 eine Reihe von Sondersteuern durch die Regierung Papandreou beschlossen wurden. Die Losungen der Bewegung lauten: „Totaler Ungehorsam!“ und „Wir zahlen nicht für deren Krise!“

## Entstehung der Partei
„Den Plirono“ kandidierte bei der Parlamentswahl am 6. Mai 2012. Die Bewegung fordert Erlass aller Schulden, Verstaatlichung der Banken, Schutz der Arbeiterrechte, würdige Renten und Sozialleistungen, Abschaffung aller Mauten und Zwangsabgaben und der Mehrwertsteuer auf Waren für den Grundbedarf, der Mineralölsteuer und Kfz-Steuer, ein gerechtes Steuersystem, Zerschlagung der Kartelle und Wucherer, ein kostenloses öffentliches Gesundheits- und Bildungswesen, Gratis-Strom für empfindliche soziale Gruppen, freie Benutzung von öffentlichen Verkehrsmitteln, gratis Obdach und Nahrung für Bedürftige, eine „dem Gerechtigkeitsgefühl entsprechende Justiz“.
Bei der Wahl im Mai 2012 erhielt die Bewegung 0,88 % der Wählerstimmen, bei der Neuwahl im Juni 2012 0,39 %.